# Liste des localités des Pays-Bas par code postal
Cette page dresse une liste des localités des Pays-Bas par code postal. Les localités ne possédant pas leur propre code postal ne figurent pas dans cette liste.

## 1000 - 1999

### 1000 - 1099
- 1000-1099 Amsterdam

### 1100 - 1199
- 1100-1109 Amsterdam-Zuidoost
- 1110-1114 Diemen ; 1115 Duivendrecht ; 1117 Schiphol ; 1118 Schiphol ; 1119 Schiphol-Rijk
- 1120-1121 Landsmeer ; 1127 Den Ilp
- 1130-1132 Volendam ; 1135 Edam
- 1140-1141 Monnickendam ; 1145 Katwoude
- 1150-1151 Broek in Waterland ; 1153 Zuiderwoude ; 1154 Uitdam ; 1156 Marken
- 1160-1161 Zwanenburg ; 1165 Halfweg
- 1170-1171 Badhoevedorp ; 1175 Lijnden
- 1180-1189 Amstelveen
- 1190-1191 Ouderkerk-sur-l'Amstel (Ouderkerk aan de Amstel)

### 1200 - 1299
- 1200-1223 Hilversum
- 1230-1231 Loosdrecht
- 1240-1241 Kortenhoef ; 1243 's-Graveland ; 1244 Ankeveen
- 1250-1252 Laren
- 1260-1261 Blaricum
- 1270-1277 Huizen

### 1300 - 1399
- 1300-1363 Almere
- 1380-1383 Weesp
- 1390-1391 Abcoude ; 1393 Nigtevecht ; 1394 Nederhorst den Berg ; 1396 Baambrugge ; 1398 Muiden ; 1399 Muiderberg

### 1400 - 1499
- 1400-1406 Bussum
- 1410-1412 Naarden
- 1420-1423 Uithoorn ; 1424 De Kwakel ; 1426 De Hoef ; 1427 Amstelhoek ; 1428 Vrouwenakker
- 1430-1432 Aalsmeer ; 1433 Kudelstaart ; 1435 Rijsenhout ; 1436 Aalsmeerderbrug ; 1437 Rozenburg ; 1438 Oude Meer
- 1440-1448 Purmerend
- 1451 Purmerland ; 1452 Ilpendam ; 1454 Watergang ; 1456 Wijdewormer ; 1458 Spijkerboor
- 1460-1461 Zuidoostbeemster ; 1462 Middenbeemster ; 1463 Noordbeemster ; 1464 Westbeemster
- 1470-1471 Kwadijk ; 1472 Middelie ; 1473 Warder ; 1474 Oosthuizen ; 1475 Beets ; 1476 Schardam ; 1477 Hobrede
- 1480-1482 Purmer ; 1483 De Rijp ; 1484 Graft ; 1485 Noordeinde ; 1486 West-Graftdijk ; 1487 Oost-Graftdijk ; 1488 Starnmeer ; 1489 De Woude

### 1500-1599
- 1500-1509 Zaandam
- 1510-1511 Oostzaan
- 1520-1521 Wormerveer ; 1525 West-Knollendam
- 1530-1531 Wormer ; 1534 Oostknollendam ; 1536 Markenbinnen
- 1540-1541 Koog aan de Zaan ; 1544 Zaandijk ; 1546 Jisp
- 1550-1551 Westzaan
- 1560-1562 Krommenie ; 1566-1567 Assendelft

### 1600-1699
- 1600-1602 Enkhuizen ; 1606 Venhuizen ; 1607 Hem ; 1608 Wijdenes ; 1609 Oosterleek
- 1610-1611 Bovenkarspel ; 1613 Grootebroek ; 1614 Lutjebroek ; 1616 Hoogkarspel ; 1617 Westwoud ; 1619 Andijk
- 1620-1628 Hoorn
- 1630-1631 Oudendijk ; 1633 Avenhorn ; 1634 Scharwoude ; 1636 Schermerhorn
- 1640-1643 Spierdijk ; 1645 Ursem commune de Koggenland ; 1646 Ursem commune de Schermer ; 1647 Berkhout ; 1648 De Goorn
- 1650-1652 Zuidermeer ; 1654 Benningbroek ; 1655 Sijbekarspel ; 1657 Abbekerk ; 1658 Lambertschaag
- 1660-1663 De Weere
- 1670-1671 Medemblik ; 1674 Opperdoes ; 1676 Twisk ; 1678 Oostwoud ; 1679 Midwoud
- 1680-1686 Zwaagdijk ; 1687 Wognum ; 1688 Nibbixwoud ; 1689 Zwaag
- 1691-1692 Hauwert ; 1693 Wervershoof ; 1695 Blokker ; 1696 Oosterblokker ; 1697 Schellinkhout

### 1700-1799
- 1700-1705 Heerhugowaard
- 1710-1711 Hensbroek ; 1713 Obdam ; 1715 Spanbroek ; 1716 Opmeer ; 1718 Hoogwoud ; 1719 Aartswoud
- 1720-1721 Broek op Langedijk ; 1722 Zuid-Scharwoude ; 1723 Noord-Scharwoude ; 1724 Oudkarspel
- 1730-1731 Winkel ; 1732 Lutjewinkel ; 1733 Nieuwe Niedorp ; 1734 Oude Niedorp ; 1735 't Veld ; 1736 Zijdewind ; 1738 Waarland
- 1740-1742 Schagen ; 1744 Sint Maarten ; 1746 Dirkshorn ; 1747 Tuitjenhorn ; 1749 Warmenhuizen
- 1750-1751 Schagerbrug ; 1752 Sint Maartensbrug ; 1753 Sint Maartensvlotbrug ; 1754 Burgerbrug ; 1755 Petten ; 1756 't Zand ; 1757 Oudesluis ; 1759 Callantsoog
- 1760-1761 Anna Paulowna ; 1764 Breezand ; 1766 Wieringerwaard ; 1767 Kolhorn ; 1768 Barsingerhorn ; 1769 Haringhuizen
- 1770-1771 Wieringerwerf ; 1773 Kreileroord ; 1774 Slootdorp ; 1775 Middenmeer ; 1777 Hippolytushoef ; 1778 Westerland ; 1779 Den Oever
- 1780-1788 Le Helder
- 1790-1791 Den Burg ; 1792 Oudeschild ; 1793 De Waal ; 1794 Oosterend ; 1795 De Cocksdorp ; 1796 De Koog ; 1797 Den Hoorn

### 1800-1899
- 1800-1827 Alkmaar ; 1829 Oudorp
- 1830-1832 Koedijk ; 1834 Sint Pancras
- 1840-1841 Stompetoren ; 1842 Oterleek ; 1843 Grootschermer ; 1844 Driehuizen ; 1846-1847 Zuidschermer
- 1850-1852 Heiloo
- 1860-1862 Bergen ; 1865 Bergen aan Zee
- 1870-1871 Schoorl ; 1873 Groet

### 1900-1999
- 1900-1902 Castricum ; 1906 Limmen
- 1910-1911 Uitgeest
- 1920-1921 Akersloot
- 1930-1931 Egmond aan Zee ; 1934 Egmond aan den Hoef ; 1935 Egmond-Binnen
- 1940-1948 Beverwijk ; 1949 Wijk aan Zee
- 1950-1951 Velsen-Noord
- 1960-1969 Heemskerk
- 1970-1976 IJmuiden
- 1980-1981 Velsen-Zuid ; 1985 Driehuis
- 1990-1992 Velserbroek

## 2000-2999

### 2000-2099
- 2000-2037 Haarlem
- 2040-2042 Zandvoort
- 2050-2051 Overveen
- 2060-2061 Bloemendaal ; 2063 Spaarndam-West ; 2064 Spaarndam ; 2065 Haarlemmerliede
- 2070-2071 Santpoort-Noord
- 2080-2082 Santpoort-Zuid

### 2100-2199
- 2100-2106 Heemstede
- 2110-2111 Aerdenhout ; 2114 Vogelenzang ; 2116 Bentveld
- 2120-2121 Bennebroek
- 2130-2135 Hoofddorp ; 2136 Zwaanshoek
- 2140-2141 Vijfhuizen ; 2142 Cruquius ; 2143 Boesingheliede ; 2144 Beinsdorp
- 2150-2153 Nieuw-Vennep ; 2154 Burgerveen ; 2155 Leimuiderbrug ; 2156 Weteringbrug ; 2157 Abbenes ; 2158 Buitenkaag ; 2159 Kaag
- 2160-2163 Lisse ; 2165 Lisserbroek
- 2170-2172 Sassenheim
- 2180-2182 Hillegom
- 2190-2191 De Zilk

### 2200-2299
- 2200-2204 Noordwijk
- 2210-2211 Noordwijkerhout ; 2215 Voorhout
- 2220-2225 Katwijk
- 2230-2231 Rijnsburg ; 2235 Fauquemont
- 2240-2245 Wassenaar
- 2250-2254 Voorschoten
- 2260-2268 Leidschendam
- 2270-2275 Voorburg
- 2280-2289 Ryswick (Rijswijk)
- 2290-2292 Wateringen ; 2295 Kwintsheul

### 2300-2399
- 2300-2334 Leyde (Leiden)
- 2340-2343 Oegstgeest
- 2350-2353 Leiderdorp ; 2355 Hoogmade
- 2360-2362 Warmond
- 2370-2371 Roelofarendsveen ; 2374 Oud Ade ; 2375 Rijpwetering ; 2376 Nieuwe Wetering ; 2377 Oude Wetering
- 2380-2382 Zoeterwoude
- 2390-2391 Hazerswoude-Dorp ; 2394 Hazerswoude-Rijndijk ; 2396 Koudekerk aan den Rijn

### 2400-2499
- 2400-2409 Alphen-sur-le-Rhin (Alphen aan den Rijn)
- 2410-2411 Bodegraven ; 2415 Nieuwerbrug
- 2420-2421 Nieuwkoop
- 2430-2432 Noorden ; 2435 Zevenhoven
- 2440-2441 Nieuwveen ; 2445 Aarlanderveen
- 2450-2451 Leimuiden
- 2460-2461 Ter Aar ; 2465 Rijnsaterwoude
- 2470-2471 Zwammerdam
- 2480-2481 Woubrugge
- 2490-2498 La Haye ('s-Gravenhage/Den Haag)

### 2500-2599
- 2500-2579 La Haye ('s-Gravenhage/Den Haag)

### 2600-2699
- 2600-2629 Delft
- 2630-2632 Nootdorp ; 2635 Den Hoorn ; 2636 Schipluiden
- 2640-2643 Pijnacker ; 2645 Delfgauw
- 2650-2652 Berkel en Rodenrijs
- 2660-2662 Bergschenhoek ; 2665 Bleiswijk
- 2670-2672 Naaldwijk ; 2675 Honselersdijk ; 2676 Maasdijk ; 2678 De Lier
- 2680-2681 Monster ; 2684 Ter Heijde ; 2685 Poeldijk
- 2690-2694 's-Gravenzande

### 2700-2799
- 2700-2729 Zoetermeer
- 2730-2731 Benthuizen ; 2735 Gelderswoude
- 2740-2743 Waddinxveen
- 2750-2752 Moerkapelle
- 2760-2761 Zevenhuizen
- 2770-2771 Boskoop

### 2800-2899
- 2800-2809 Gouda
- 2810-2811 Reeuwijk
- 2820-2821 Stolwijk ; 2825 Berkenwoude
- 2830-2831 Gouderak
- 2840-2841 Moordrecht
- 2850-2851 Haastrecht ; 2855 Vlist
- 2860-2861 Bergambacht ; 2865 Ammerstol
- 2870-2871 Schoonhoven

### 2900-2999
- 2900-2909 Capelle aan den IJssel
- 2910-2914 Nieuwerkerk aan den IJssel
- 2920-2926 Krimpen aan den IJssel
- 2930-2931 Krimpen aan de Lek ; 2935 Ouderkerk aan den IJssel
- 2940-2941 Lekkerkerk
- 2950-2954 Alblasserdam ; 2957 Nieuw-Lekkerland ; 2959 Streefkerk
- 2960-2961 Kinderdijk ; 2964 Groot-Ammers ; 2965 Nieuwpoort ; 2967 Langerak ; 2968 Waal ; 2969 Oud-Alblas
- 2970-2971 Bleskensgraaf ; 2973 Molenaarsgraaf ; 2974 Brandwijk ; 2975 Ottoland ; 2977 Goudriaan
- 2980-2989 Ridderkerk
- 2990-2994 Barendrecht ; 2995 Heerjansdam

## 3000-3999

### 3000-3099
- 3000-3099 Rotterdam

### 3100-3199
- 3100-3125 Schiedam
- 3130-3138 Flardingue (Vlaardingen)
- 3140-3146 Maassluis
- 3150-3151 Hoek van Holland ; 3155 Maasland
- 3160-3162 Rhoon ; 3165 Rotterdam Albrandswaard
- 3170-3176 Poortugaal
- 3180-3181 Rozenburg
- 3190-3194 Hoogvliet ; 3195 Pernis ; 3196 Vondelingenplaat ; 3197 Botlek ; 3198 Europoort ; 3199 Maasvlakte

### 3200-3299
- 3200-3208 Spijkenisse ; 3209 Hekelingen
- 3211 Geervliet ; 3212 Simonshaven ; 3214 Zuidland ; 3216 Abbenbroek ; 3218 Heenvliet
- 3220-3225 Hellevoetsluis ; 3227 Oudenhoorn
- 3230-3232 Brielle ; 3233 Oostvoorne ; 3234 Tinte ; 3235 Rockanje ; 3237 Vierpolders ; 3238 Zwartewaal
- 3240-3241 Middelharnis ; 3243 Stad aan 't Haringvliet ; 3244 Nieuwe-Tonge ; 3245 Sommelsdijk ; 3247 Dirksland ; 3248 Melissant ; 3249 Herkingen
- 3250-3251 Stellendam ; 3252 Goedereede ; 3253 Ouddorp ; 3255 Oude-Tonge ; 3256 Achthuizen ; 3257 Ooltgensplaat ; 3258 Den Bommel
- 3260-3263 Oud-Beijerland ; 3264 Nieuw-Beijerland ; 3265 Piershil ; 3267 Goudswaard
- 3270-3271 Mijnsheerenland ; 3273 Westmaas ; 3274 Heinenoord
- 3280-3281 Numansdorp ; 3284 Zuid-Beijerland ; 3286 Klaaswaal
- 3290-3291 Strijen ; 3292 Strijensas ; 3293 Mookhoek ; 3295 's-Gravendeel ; 3297 Puttershoek ; 3299 Maasdam

### 3300-3399
- 3300-3329 Dordrecht
- 3330-3336 Zwijndrecht
- 3340-3344 Hendrik-Ido-Ambacht
- 3350-3356 Papendrecht
- 3360-3364 Sliedrecht ; 3366 Wijngaarden
- 3370-3373 Hardinxveld-Giessendam
- 3380-3381 Giessenburg

### 3400-3499
- 3400-3404 IJsselstein ; 3405 Benschop
- 3410-3411 Lopik ; 3412 Lopikerkapel ; 3413 Jaarsveld ; 3415 Polsbroek ; 3417 Montfoort
- 3420-3421 Oudewater ; 3425 Snelrewaard
- 3430-3439 Nieuwegein
- 3440-3449 Woerden
- 3450-3452 Vleuten ; 3453-3454 De Meern ; 3455 Haarzuilens
- 3460-3461 Linschoten ; 3464 Papekop ; 3465 Driebruggen ; 3466 Waarder ; 3467 Hekendorp
- 3470-3471 Kamerik ; 3474 Zegveld
- 3480-3481 Harmelen

### 3500-3599
- 3500-3585 Utrecht

### 3600-3699
- 3600-3608 Maarssen
- 3611 Oud-Zuilen ; 3612 Oud-Maarsseveen ; 3612 Tienhoven ; 3615 Westbroek
- 3620-3621 Breukelen ; 3625 Breukeleveen ; 3626 Nieuwer Ter Aa ; 3628 Kockengen
- 3630-3631 Nieuwersluis ; 3632 Loenen aan de Vecht ; 3633 Vreeland ; 3634 Loenersloot
- 3640-3643 Mijdrecht ; 3645 Vinkeveen ; 3646 Waverveen ; 3648 Wilnis
- 3651-3653 Woerdense Verlaat

### 3700-3799
- 3700-3709 Zeist
- 3710-3711 Austerlitz ; 3712 Huis ter Heide
- 3720-3723 Bilthoven
- 3730-3732 De Bilt ; 3734 Den Dolder ; 3735 Bosch en Duin ; 3737 Groenekan ; 3738 Maartensdijk ; 3739 Hollandsche Rading
- 3740-3744 Baarn ; 3749 Lage Vuursche
- 3750-3752 Bunschoten-Spakenburg ; 3754 Eemdijk ; 3755 Eemnes
- 3760-3768 Soest ; 3769 Soesterberg
- 3770-3773 Barneveld ; 3774 Kootwijkerbroek ; 3775 Kootwijk ; 3776 Stroe
- 3780-3781 Voorthuizen ; 3784 Terschuur ; 3785 Zwartebroek
- 3790-3792 Achterveld ; 3794 De Glind

### 3800-3899
- 3800-3827 Amersfoort ; 3828 Hoogland ; 3829 Hooglanderveen
- 3830-3834 Leusden ; 3835 Stoutenburg ; 3836 Stoutenburg-Noord
- 3840-3848 Harderwijk ; 3849 Hierden
- 3850-3853 Ermelo
- 3860-3863 Nijkerk ; 3864 Nijkerkerveen
- 3870-3871 Hoevelaken
- 3880-3882 Putten ; 3886 Garderen ; 3888 Uddel
- 3890-3899 Zeewolde

### 3900-3999
- 3900-3907 Veenendaal
- 3910-3912 Rhenen
- 3920-3922 Elst ; 3925 Scherpenzeel ; 3927 Renswoude
- 3930-3931 Woudenberg
- 3940-3941 Doorn ; 3945 Cothen ; 3947 Langbroek
- 3950-3951 Maarn ; 3953 Maarsbergen ; 3956 Leersum ; 3958 Amerongen ; 3959 Overberg
- 3960-3962 Wijk bij Duurstede
- 3970-3972 Driebergen-Rijsenburg
- 3980-3981 Bunnik ; 3984 Odijk ; 3985 Werkhoven ; 3989 Ossenwaard
- 3990-3995 Houten ; 3997 't Goy ; 3998 Schalkwijk ; 3999 Tull en 't Waal

## 4000-4999

### 4000-4099
- 4000-4007 Tiel
- 4010-4011 Zoelen ; 4012 Kerk-Avezaath (commune de Buren) ; 4013 Kapel-Avezaath (commune de Tiel) ; 4014 Wadenoijen ; 4016 Kapel-Avezaath (commune de Buren) ; 4017 Kerk-Avezaath (commune de Tiel)
- 4020-4021 Maurik ; 4023 Rijswijk ; 4024 Eck en Wiel
- 4030-4031 Ingen ; 4032 Ommeren ; 4033 Lienden
- 4040-4041 Kesteren ; 4043 Opheusden
- 4050-4051 Ochten ; 4053 IJzendoorn ; 4054 Echteld ; 4060-4061 Ophemert ; 4062 Zennewijnen ; 4063 Heesselt ; 4064 Varik

### 4100-4199
- 4100-4107 Culembourg (Culembourg)
- 4110-4111 Zoelmond ; 4112 Beusichem ; 4115 Asch ; 4116 Buren ; 4117 Erichem ; 4119 Ravenswaaij
- 4120-4121 Everdingen ; 4122 Zijderveld ; 4124 Hagestein ; 4126 Hei- en Boeicop ; 4128 Lexmond
- 4130-4133 Vianen
- 4140-4143 Leerdam ; 4145 Schoonrewoerd ; 4147 Asperen
- 4150-4151 Acquoy ; 4152 Rhenoy ; 4153 Beesd ; 4155 Gellicum ; 4156 Rumpt ; 4157 Enspijk ; 4158 Deil
- 4160-4161 Heukelum ; 4163 Oosterwijk
- 4170-4171 Herwijnen ; 4174 Hellouw ; 4175 Haaften ; 4176 Tuil
- 4180-4181 Waardenburg ; 4182 Neerijnen ; 4184 Opijnen ; 4185 Est
- 4190-4191 Geldermalsen ; 4194 Meteren ; 4196 Tricht ; 4197 Buurmalsen

### 4200-4299
- 4200-4207 Gorinchem ; 4209 Schelluinen
- 4211-4212 Spijk ; 4213 Dalem ; 4214 Vuren
- 4220-4221 Hoogblokland ; 4223 Hoornaar ; 4225 Noordeloos
- 4230-4231 Meerkerk ; 4233 Ameide ; 4235 Tienhoven
- 4240-4241 Arkel ; 4243 Nieuwland ; 4245 Leerbroek ; 4247 Kedichem
- 4250-4252 Werkendam ; 4254 Sleeuwijk ; 4255 Nieuwendijk
- 4260-4261 Wijk en Aalburg ; 4264 Veen ; 4265 Genderen ; 4266 Eethen ; 4267 Drongelen ; 4268 Meeuwen ; 4269 Babyloniënbroek
- 4270-4271 Dussen ; 4273 Hank
- 4280-4281 Andel ; 4283 Giessen ; 4284 Rijswijk ; 4285 Woudrichem ; 4286 Almkerk ; 4287 Waardhuizen ; 4288 Uitwijk

### 4300-4399
- 4300-4303 Zierikzee ; 4305 Ouwerkerk ; 4306 Nieuwerkerk ; 4307 Oosterland ; 4308 Sirjansland
- 4310-4311 Bruinisse ; 4315 Dreischor ; 4316 Zonnemaire ; 4317 Noordgouwe ; 4318 Brouwershaven
- 4320-4321 Kerkwerve ; 4322 Scharendijke ; 4323 Ellemeet ; 4325 Renesse ; 4326 Noordwelle ; 4327 Serooskerke ; 4328 Burgh-Haamstede
- 4330-4338 Middelbourg (Middelburg) ; 4339 Nieuw- en Sint Joosland
- 4340-4341 Arnemuiden
- 4350-4351 Veere ; 4352 Gapinge ; 4353 Serooskerke ; 4354 Vrouwenpolder ; 4356 Oostkapelle ; 4357 Dombourg (Domburg)
- 4360-4361 Westkapelle ; 4363 Aagtekerke ; 4364 Grijpskerke ; 4365 Meliskerke
- 4370-4371 Coudekerque (Koudekerke) ; 4373 Biggekerke ; 4374 Zoutelande
- 4380-4387 Flessingue (Vlissingen) ; 4388 Oost-Souburg ; 4389 Ritthem

### 4400-4499
- 4400-4401 Yerseke
- 4410-4411 Rilland ; 4413 Krabbendijke ; 4414 Waarde ; 4415 Oostdijk ; 4416 Kruiningen ; 4417 Hansweert
- 4420-4421 Kapelle ; 4423 Schore ; 4424 Wemeldinge
- 4430-4431 's-Gravenpolder ; 4433 Hoedekenskerke ; 4434 Kwadendamme ; 4435 Baarland ; 4436 Oudelande ; 4437 Ellewoutsdijk ; 4438 Driewegen
- 4440-4441 Ovezande ; 4443 Nisse ; 4444 's-Heer Abtskerke
- 4450-4451 Heinkenszand ; 4453 's-Heerenhoek ; 4454 Borssele ; 4455 Nieuwdorp ; 4456 Lewedorp ; 4458 's-Heer Arendskerke
- 4460-4465 Goes
- 4470-4471 Wolphaartsdijk ; 4472 's-Heer Hendrikskinderen ; 4474 Kattendijke ; 4475 Wilhelminadorp
- 4480-4482 Kloetinge ; 4484 Kortgene ; 4485 Kats ; 4486 Colijnsplaat
- 4490-4491 Wissenkerke ; 4493 Kamperland ; 4494 Geersdijk

### 4500-4599
- 4500-4501 Oostburg ; 4503 Groede ; 4504 Nieuwvliet ; 4505 Zuidzande ; 4506 Cadzand ; 4507 Schoondijke ; 4508 Waterlandkerkje
- 4510-4511 Breskens ; 4513 Hoofdplaat ; 4515 Ysendyck (IJzendijke)
- 4520-4522 Biervliet ; 4524 L'Écluse (Sluys) ; 4525 Retranchement ; 4527 Aardenburg ; 4258 Sint Kruis ; 4529 Eede
- 4530-4538 Terneuse (Terneuzen) ; 4539 Spui
- 4540-4541 Sluiskil ; 4542 Hoek ; 4543 Zaamslag
- 4550-4551 Sas-de-Gand (Sas van Gent) ; 4553 Philippine ; 4554 Westdorpe
- 4560-4562 Hulst ; 4564 Sint Jansteen ; 4565 Kapellebrug ; 4566 Heikant ; 4567 Clinge ; 4568 Nieuw-Namen ; 4569 Graauw
- 4570-4571 Axel ; 4574 Zuiddorpe ; 4575 Overslag ; 4576 Koewacht
- 4580-4581 Vogelwaarde ; 4583 Terhole ; 4584 Kuitaart ; 4585 Hengstdijk ; 4586 Lamswaarde ; 4587 Kloosterzande ; 4588 Walsoorden ; 4589 Ossenisse

### 4600-4699
- 4600-4625 Berg-op-Zoom (Bergen op Zoom)
- 4630-4631 Hoogerheide ; 4634 Woensdrecht ; 4635 Huijbergen
- 4640-4641 Ossendrecht ; 4645 Putte
- 4650-4652 Steenbergen ; 4655 De Heen
- 4660-4661 Halsteren ; 4664 Lepelstraat
- 4670-4671 Dinteloord ; 4675 Sint Philipsland
- 4680-4681 Nieuw-Vossemeer
- 4690-4691 Tholen (commune) ; 4693 Poortvliet ; 4694 Scherpenisse ; 4695 Sint-Maartensdijk ; 4696 Stavenisse ; 4697 Sint-Annaland ; 4698 Oud-Vossemeer

### 4700-4799
- 4700-4708 Roosendaal ; 4709 Nispen
- 4710-4711 Sint Willebrord ; 4714 Sprundel ; 4715 Rucphen
- 4720-4722 Schijf ; 4724 Wouw ; 4725 Wouwse Plantage ; 4726 Heerle ; 4727 Moerstraten
- 4730-4731 Oudenbosch ; 4735 Zegge
- 4740-4741 Hoeven ; 4744 Bosschenhoofd
- 4750-4751 Oud-Gastel ; 4754 Stampersgat ; 4756 Kruisland ; 4758 Standdaarbuiten ; 4759 Noordhoek
- 4760-4762 Zevenbergen ; 4765 Zevenbergschen Hoek (commune de Moerdijk) ; 4766 Zevenbergschen Hoek (commune de Drimmelen)
- 4770-4772 Langeweg
- 4780-4782 Moerdijk
- 4790-4791 Klundert ; 4793 Fijnaart ; 4794 Heijningen ; 4796 Oudemolen ; 4797 Willemstad

### 4800-4899
- 4800-4839 Bréda (Breda)
- 4840-4841 Prinsenbeek ; 4844 Terheijden ; 4845 Wagenberg ; 4847 Teteringen ; 4849 Dorst
- 4850-4851 Ulvenhout (commune de Bréda) ; 4854 Bavel (commune de Bréda) ; 4855 Galder ; 4856 Strijbeek ; 4858 Ulvenhout (commune d'Alphen-Chaam) ; 4859 Bavel (commune d'Alphen-Chaam)
- 4860-4861 Chaam
- 4870-4879 Etten-Leur
- 4880-4882 Zundert ; 4884 Wernhout ; 4885 Achtmaal
- 4890-4891 Rijsbergen

### 4900-4999
- 4900-4908 Oosterhout ; 4909 Oosteind
- 4911 Den Hout
- 4920-4921 Made ; 4924 Drimmelen ; 4926 Lage Zwaluwe ; 4927 Hooge Zwaluwe
- 4930-4931 Mont-Sainte-Gertrude (Geertruidenberg)
- 4940-4942 Raamsdonksveer ; 4944 Raamsdonk

## 5000-5999

### 5000-5099
- 5000-5049 Tilbourg
- 5050-5053 Goirle ; 5056 Berkel-Enschot ; 5059 Heukelom
- 5060-5063 Oisterwijk ; 5066 Moergestel
- 5070-5071 Udenhout ; 5074 Biezenmortel ; 5076 Haaren
- 5080-5081 Hilvarenbeek ; 5084 Biest-Houtakker ; 5085 Esbeek ; 5087 Diessen ; 5089 Haghorst
- 5090-5091 Oost-, West- en Middelbeers ; 5094 Lage Mierde ; 5095 Hooge Mierde ; 5096 Hulsel

### 5100-5199
- 5100-5107 Dongen ; 5109 's Gravenmoer
- 5110-5111 Baarle-Nassau ; 5113 Ulicoten ; 5114 Castelré
- 5120-5122 Rijen ; 5124 Molenschot ; 5125 Hulten ; 5126 Gilze
- 5130-5131 Alphen ; 5133 Riel
- 5140-5146 Walwick (Waalwijk)
- 5150-5152 Drunen ; 5154 Elshout
- 5160-5161 Sprang-Capelle ; 5165 Waspik
- 5170-5172 Kaatsheuvel ; 5175 Loon op Zand ; 5176 De Moer

### 5200-5299
- 5200-5237 Bois-le-Duc ('s-Hertogenbosch)
- 5240-5249 Rosmalen
- 5250-5252 Vlijmen ; 5253 Nieuwkuijk ; 5254 Haarsteeg ; 5256 Heusden ; 5258 Berlicum
- 5260-5264 Vught ; 5266 Cromvoirt ; 5268 Helvoirt
- 5270-5272 Saint-Michel-Gestel (Sint-Michielsgestel) ; 5275 Den Dungen
- 5280-5283 Boxtel
- 5290-5294 Gemonde ; 5296 Esch ; 5298 Liempde

### 5300-5399
- 5300-5302 Zaltbommel ; 5305 Zuilichem ; 5306 Brakel ; 5307 Poederoijen ; 5308 Aalst
- 5310-5311 Gameren ; 5313 Nieuwaal ; 5314 Bruchem ; 5315 Kerkwijk ; 5316 Delwijnen ; 5317 Nederhemert ; 5318 Bern
- 5320-5321 Hedel ; 5324 Ammerzoden ; 5325 Well ; 5327 Hurwenen ; 5328 Rossum
- 5330-5331 Kerkdriel ; 5333 Hoenzadriel ; 5334 Velddriel ; 5335 Alem
- 5340-5349 Oss
- 5350-5351 Berghem
- 5360-5361 Grave ; 5363 Velp ; 5364 Escharen ; 5366 Megen ; 5367 Macharen ; 5368 Haren
- 5370-5371 Ravenstein ; 5373 Herpen ; 5374 Schaijk ; 5375 Reek
- 5380-5383 Vinkel ; 5384 Heesch ; 5386 Geffen ; 5388 Nistelrode
- 5390-5392 Nuland ; 5394 Oijen ; 5395 Teeffelen ; 5396 Lithoijen ; 5397 Lith ; 5398 Maren-Kessel

### 5400-5499
- 5400-5406 Uden ; 5408 Volkel ; 5409 Odiliapeel
- 5410-5411 Zeeland
- 5420-5422 Gemert ; 5423 Handel ; 5424 Elsendorp ; 5425 De Mortel ; 5427 Boucle ; 5428 Venhorst
- 5430-5432 Cuijk ; 5433 Katwijk ; 5434 Vianen ; 5435 Sainte-Agathe ; 5437 Beers ; 5438 Gassel ; 5439 Linden
- 5440-5441 Oeffelt ; 5443 Haps ; 5445 Landhorst ; 5446 Wanroij ; 5447 Rijkevoort ; 5449 Rijkevoort-De Walsert
- 5450-5451 Mill ; 5453 Langenboom ; 5454 Sint Hubert ; 5455 Wilbertoord
- 5460-5467 Veghel ; 5469 Erp
- 5471-5472 Loosbroek ; 5473 Heeswijk-Dinther ; 5476 Vorstenbosch
- 5480-5483 Schijndel
- 5490-5492 Sint-Oedenrode

### 5500-5599
- 5500-5509 Veldhoven
- 5511 Knegsel ; 5512 Vessem ; 5513 Wintelre
- 5520-5521 Eersel ; 5524 Steensel ; 5525 Duizel ; 5527 Hapert ; 5528 Hoogeloon ; 5529 Casteren
- 5530-5531 Bladel ; 5534 Netersel
- 5540-5541 Reusel
- 5550-5556 Valkenswaard
- 5560-5561 Riethoven ; 5563 Westerhoven
- 5570-5571 Bergeijk ; 5575 Luyksgestel
- 5580-5583 Waalre
- 5590-5591 Heeze ; 5595 Leende

### 5600-5699
- 5600-5658 Eindhoven
- 5660-5667 Geldrop
- 5670-5674 Nuenen
- 5680-5685 Best ; 5688-5689 Oirschot
- 5690-5692 Son ; 5694 Breugel

### 5700-5799
- 5700-5709 Helmond
- 5710-5712 Someren ; 5715 Lierop
- 5720-5721 Asten ; 5724 Ommel ; 5725 Heusden
- 5730-5731 Mierlo ; 5735 Aarle-Rixtel ; 5737 Lieshout ; 5738 Mariahout
- 5740-5741 Beek en Donk
- 5750-5754 Deurne ; 5756 Vlierden ; 5757 Liessel ; 5758 Neerkant ; 5759 Helenaveen
- 5760-5761 Bakel ; 5763 Milheeze ; 5764 De Rips ; 5766 Griendtsveen ; 5768 Meijel

### 5800-5899
- 5800-5804 Venray ; 5807 Oostrum ; 5808 Oirlo ; 5809 Leunen
- 5811 Castenray ; 5812 Heide ; 5813 Ysselsteyn ; 5814 Veulen ; 5815 Merselo ; 5816 Vredepeel ; 5817 Smakt
- 5820-5821 Vierlingsbeek ; 5823 Maashees ; 5824 Holthees ; 5825 Overloon ; 5826 Groeningen ; 5827 Vortum-Mullem
- 5830-5831 Boxmeer ; 5835 Beugen ; 5836 Sambeek
- 5840-5841 Oploo ; 5843 Westerbeek ; 5844 Stevensbeek ; 5845 Sint Anthonis ; 5846 Ledeacker
- 5850-5851 Afferden ; 5853 Siebengewald ; 5854 Bergen ; 5855 Well ; 5856 Wellerlooi
- 5860-5861 Wanssum ; 5862 Geijsteren ; 5863 Blitterswijck ; 5864 Meerlo ; 5865 Tienray ; 5866 Swolgen
- 5870-5871 Broekhuizenvorst ; 5872 Broekhuizen

### 5900-5999
- 5900-5928 Venlo
- 5930-5932 Tegelen ; 5935 Steyl
- 5940-5941 Velden ; 5943 Lomm ; 5944 Arcen
- 5950-5951 Belfeld ; 5953 Reuver ; 5954 Beesel
- 5960-5961 Horst ; 5962 Melderslo ; 5963 Hegelsom ; 5964 Meterik ; 5966 America
- 5970-5971 Grubbenvorst ; 5973 Lottum ; 5975 Sevenum ; 5976 Kronenberg ; 5977 Evertsoord
- 5980-5981 Panningen ; 5984 Koningslust ; 5985 Grashoek ; 5986 Beringe ; 5987 Egchel ; 5988 Helden
- 5990-5991 Baarlo ; 5993 Maasbree ; 5995 Kessel

## 6000-6999

### 6000-6099
- 6000-6006 Weert
- 6010-6011 Ell ; 6012 Haler ; 6013 Hunsel ; 6014 Ittervoort ; 6015 Neeritter ; 6017 Thorn ; 6019 Wessem
- 6020-6021 Budel ; 6023 Budel-Schoot ; 6024 Budel-Dorplein ; 6026 Maarheeze ; 6027 Soerendonk ; 6028 Gastel ; 6029 Sterksel
- 6030-6031 Nederweert ; 6034 Nederweert-Eind ; 6035 Ospel ; 6037 Kelpen-Oler ; 6039 Stramproy
- 6040-6045 Ruremonde (Roermond) ; 6049 Herten
- 6050-6051 Maasbracht
- 6060-6061 Posterholt ; 6063 Vlodrop ; 6065 Montfort ; 6067 Linne
- 6070-6071 Swalmen ; 6074 Melick ; 6075 Herkenbosch ; 6077 Sint-Odiliënberg
- 6080-6081 Haelen ; 6082 Buggenum ; 6083 Nunhem ; 6085 Horn ; 6086 Neer ; 6088 Roggel ; 6089 Heibloem
- 6091-6092 Leveroy ; 6093 Heythuysen ; 6095 Baexem ; 6096 Grathem ; 6097 Heel ; 6099 Beegden

### 6100-6199
- 6100-6102 Echt ; 6104 Koningsbosch ; 6105 Maria-Hoop ; 6107 Stevensweert ; 6109 Ohé en Laak
- 6111-6112 Sint Joost ; 6114 Susteren ; 6116 Roosteren ; 6118 Nieuwstadt
- 6120-6121 Born ; 6122 Buchten ; 6123 Holtum ; 6124 Papenhoven ; 6125 Obbicht ; 6127 Grevenbicht ; 6129 Urmond
- 6130-6137 Sittard
- 6140-6141 Limbricht ; 6142 Einighausen ; 6143 Guttecoven
- 6150-6151 Munstergeleen ; 6153 Windraak ; 6155 Puth
- 6160-6167 Geleen
- 6170-6171 Stein ; 6174 Sweikhuizen ; 6176 Spaubeek
- 6180-6181 Elsloo
- 6190-6192 Beek ; 6199 Maastricht Aachen Airport

### 6200-6299
- 6200-6229 Maastricht
- 6230-6231 Meerssen ; 6235 Ulestraten ; 6237 Moorveld
- 6240-6241 Bunde ; 6243 Geulle ; 6245 Eijsden ; 6247 Gronsveld
- 6251-6252 Eckelrade ; 6255 Noorbeek
- 6260-6261 Mheer ; 6262 Banholt ; 6265 Sint Geertruid ; 6267 Cadier en Keer ; 6268 Bemelen ; 6269 Margraten
- 6270-6271 Gulpen ; 6273 Ingber ; 6274 Reijmerstok ; 6276 Heijenrath ; 6277 Slenaken ; 6278 Beutenaken
- 6280-6281 Mechelen ; 6285 Epen ; 6286 Wittem ; 6287 Eys ; 6289 Elkenrade
- 6290-6291 Vaals ; 6294 Vijlen ; 6295 Lemiers

### 6300-6399
- 6300-6301 Fauquemont (Valkenburg) ; 6305 Schin op Geul ; 6307 Scheulder
- 6311-6312 Ransdaal
- 6320-6321 Wijlre ; 6325 Berg en Terblijt
- 6333 Schimmert ; 6336 Hulsberg
- 6341-6342 Walem ; 6343 Klimmen
- 6350-6351 Bocholtz ; 6353 Baneheide
- 6360-6361 Nuth ; 6363 Wijnandsrade ; 6365 Schinnen ; 6367 Voerendaal ; 6369 Simpelveld
- 6370-6374 Landgraaf

### 6400-6499
- 6400-6422 Heerlen
- 6430-6433 Hoensbroek ; 6436 Amstenrade ; 6438 Oirsbeek ; 6439 Doenrade
- 6440-6446 Brunssum ; 6447 Merkelbeek
- 6450-6451 Schinveld ; 6454 Jabeek ; 6456 Bingelrade
- 6460-6469 Kerkrade
- 6470-6471 Eygelshoven

### 6500-6599
- 6500-6549 Nimègue (Nijmegen)
- 6550-6551 Weurt
- 6560-6562 Groesbeek ; 6564 Heilig Landstichting ; 6566 Millingen aan de Rijn
- 6570-6572 Berg en Dal ; 6573 Beek ; 6574 Ubbergen ; 6575 Persingen ; 6576 Ooij ; 6577 Erlecom ; 6578 Leuth ; 6579 Kekerdom
- 6580-6581 Malden ; 6582 Heumen ; 6584 Molenhoek ; 6585 Mook ; 6586 Plasmolen ; 6587 Middelaar
- 6590-6591 Gennep ; 6595 Ottersum ; 6596 Milsbeek ; 6598 Heijen ; 6599 Ven-Zelderheide

### 6600-6699
- 6600-6605 Wijchen ; 6606 Niftrik
- 6610-6611 Overasselt ; 6612 Nederasselt ; 6613 Balgoij ; 6615 Leur ; 6616 Hernen ; 6617 Bergharen
- 6620-6621 Dreumel ; 6624 Heerewaarden ; 6626 Alphen ; 6627 Maasbommel ; 6628 Altforst ; 6629 Appeltern
- 6630-6631 Horssen ; 6634 Batenburg
- 6640-6642 Beuningen ; 6644 Ewijk ; 6645 Winssen
- 6650-6652 Druten ; 6653 Deest ; 6654 Afferden ; 6655 Puiflijk ; 6657 Boven-Leeuwen ; 6658 Beneden-Leeuwen ; 6659 Wamel
- 6660-6662 Elst ; 6663 Lent ; 6665 Driel ; 6666 Heteren ; 6668 Randwijk ; 6669 Dodewaard
- 6670-6671 Zetten ; 6672 Hemmen ; 6673 Andelst ; 6674 Herveld ; 6675 Valburg ; 6676 Homoet ; 6677 Slijk-Ewijk ; 6678 Oosterhout (commune d'Overbetuwe) ; 6679 Oosterhout (commune de Nimègue)
- 6680-6681 Bemmel ; 6683 Ressen (commune de Nimègue) ; 6684 Ressen (commune de Lingewaard) ; 6685 Haalderen ; 6686 Doornenburg ; 6687 Angeren
- 6690-6691 Gendt

### 6700-6799
- 6700-6709 Wageningue
- 6710-6718 Ede
- 6720-6721 Bennekom
- 6730-6731 Otterlo ; 6732 Harskamp ; 6733 Wekerom
- 6740-6741 Lunteren ; 6744 Ederveen ; 6745 De Klomp

### 6800-6899
- 6800-6846 Arnhem
- 6850-6852 Huissen
- 6860-6862 Oosterbeek ; 6865 Doorwerth ; 6866 Heelsum
- 6870-6871 Renkum ; 6874 Wolfheze ; 6877 Deelen
- 6880-6883 Velp
- 6891 Rozendaal

### 6900-6999
- 6900-6905 Zevenaar ; 6909 Babberich
- 6910-6911 Pannerden ; 6913 Aerdt ; 6914 Herwen ; 6915 Lobith ; 6916 Tolkamer ; 6917 Spijk
- 6920-6922 Duiven ; 6923 Groessen ; 6924 Loo
- 6930-6932 Westervoort
- 6940-6942 Didam
- 6950-6953 Dieren ; 6955 Ellecom ; 6956 Spankeren ; 6957 Laag-Soeren
- 6960-6961 Eerbeek ; 6964 Hall
- 6970-6971 Brummen ; 6974 Leuvenheim ; 6975 Tonden
- 6980-6984 Doesburg ; 6986 Angerlo ; 6987 Giesbeek ; 6988 Lathum
- 6990-6991 Rheden ; 6994 De Steeg ; 6996 Drempt ; 6997 Hoog-Keppel ; 6998 Laag-Keppel ; 6999 Hummelo

## 7000-7999

### 7000-7099
- 7000-7009 Doetinchem
- 7010-7011 Gaanderen
- 7020-7021 Zelhem ; 7025 Halle
- 7030-7031 Wehl ; 7035 Kilder ; 7036 Loerbeek ; 7037 Beek ; 7038 Zeddam ; 7039 Stokkum
- 7040-7041 's-Heerenberg ; 7044 Lengel ; 7045 Azewijn ; 7046 Vethuizen ; 7047 Braamt ; 7048 Wijnbergen
- 7050-7051 Varsseveld ; 7054 Westendorp ; 7055 Heelweg
- 7060-7061 Terborg ; 7064 Silvolde ; 7065 Sinderen
- 7070-7071 Ulft ; 7075 Etten ; 7076 Varsselder-Veldhunten ; 7077 Netterden ; 7078 Megchelen
- 7080-7081 Gendringen ; 7083 Voorst ; 7084 Breedenbroek
- 7090-7091 Dinxperlo ; 7095 De Heurne

### 7100-7199
- 7100-7103 Winterswijk ; 7104 Meddo ; 7105 Huppel ; 7106 Ratum ; 7107 Kotten ; 7108 Woold ; 7109 Miste
- 7113 Henxel ; 7115 Brinkheurne ; 7119 Corle
- 7120-7123 Aalten ; 7125 Heurne ; 7126 Bredevoort
- 7130-7132 Lichtenvoorde ; 7134 Vragender ; 7135 Harreveld ; 7136 Zieuwent ; 7137 Lievelde
- 7140-7141 Groenlo
- 7150-7152 Eibergen ; 7156 Beltrum ; 7157 Rekken
- 7160-7161 Neede ; 7165 Rietmolen

### 7200-7299
- 7200-7207 Zutphen
- 7210-7211 Eefde ; 7213 Gorssel ; 7214 Epse ; 7215 Joppe ; 7216 Kring van Dorth ; 7217 Harfsen ; 7218 Almen
- 7220-7221 Steenderen ; 7223 Baak ; 7224 Rha ; 7225 Olburgen ; 7226 Bronkhorst ; 7227 Toldijk
- 7230-7232 Warnsveld ; 7233 Vierakker ; 7234 Wichmond
- 7240-7242 Lochem ; 7244 Barchem ; 7245 Laren
- 7250-7251 Vorden ; 7255 Hengelo ; 7256 Keijenborg
- 7260-7261 Ruurlo ; 7263 Mariënvelde
- 7270-7271 Borculo ; 7273 Haarlo ; 7274 Geesteren ; 7275 Gelselaar

### 7300-7399
- 7300-7336 Apeldoorn ; 7339 Ugchelen
- 7341 Beemte-Broekland ; 7345 Wenum-Wiesel ; 7346 Hoog Soeren ; 7349 Radio Kootwijk
- 7350-7352 Hoenderloo
- 7360-7361 Beekbergen ; 7364 Lieren
- 7371 Loenen
- 7380-7382 Klarenbeek ; 7383 Voorst ; 7384 Wilp
- 7390-7391 Twello ; 7395 Teuge ; 7396 Terwolde ; 7397 Nijbroek ; 7399 Empe

### 7400-7499
- 7400-7428 Deventer ; 7429 Colmschate
- 7430-7431 Diepenveen ; 7433 Schalkhaar ; 7343 Lettele ; 7345 Okkenbroek ; 7347 Bathmen ; 7439 Steenenkamer
- 7440-7443 Nijverdal ; 7447 Hellendoorn ; 7448 Haarle
- 7450-7451 Holten
- 7460-7463 Rijssen ; 7466 Zuna ; 7467 Notter ; 7468 Enter
- 7470-7472 Goor ; 7475 Markelo ; 7478 Diepenheim
- 7480-7483 Haaksbergen
- 7490-7491 Delden ; 7495 Ambt Delden ; 7496 Hengevelde ; 7497 Bentelo

### 7500-7599
- 7500-7548 Enschede
- 7550-7559 Hengelo
- 7560-7561 Deurningen
- 7570-7577 Oldenzaal
- 7580-7582 Losser ; 7585 Glane ; 7586 Overdinkel ; 7587 De Lutte ; 7588 Beuningen
- 7590-7591 Denekamp ; 7595 Weerselo ; 7596 Rossum ; 7597 Saasveld

### 7600-7699
- 7600-7609 Almelo
- 7610-7611 Aadorp ; 7614 Mariaparochie ; 7615 Harbrinkhoek
- 7620-7623 Borne ; 7625 Zenderen ; 7626 Hertme ; 7627 Bornerbroek
- 7630-7631 Ootmarsum ; 7634 Tilligte ; 7635 Lattrop-Breklenkamp ; 7636 Agelo ; 7637 Oud Ootmarsum ; 7638 Nutter
- 7640-7642 Wierden ; 7645 Hoge Hexel
- 7650-7651 Tubbergen
- 7660-7661 Vasse ; 7662 Hezingen ; 7663 Mander ; 7664 Manderveen ; 7665 Albergen ; 7666 Fleringen ; 7667 Reutum ; 7668 Haarle
- 7670-7672 Vriezenveen ; 7675 Bruinehaar ; 7676 Westerhaar-Vriezenveensewijk ; 7678 Geesteren ; 7679 Langeveen
- 7680-7681 Vroomshoop ; 7683 Den Ham ; 7685 Beerzerveld ; 7687 Daarlerveen ; 7688 Daarle
- 7690-7691 Bergentheim ; 7692 Mariënberg ; 7693 Sibculo ; 7694 Kloosterhaar ; 7695 Bruchterveld ; 7696 Brucht

### 7700-7799
- 7700-7702 Dedemsvaart ; 7705 Drogteropslagen ; 7707 Balkbrug
- 7711 Nieuwleusen ; 7715 Punthorst
- 7720-7722 Dalfsen
- 7730-7731 Ommen ; 7734 Vilsteren ; 7735 Arriën ; 7736 Beerze ; 7737 Stegeren ; 7738 Witharen ; 7739 Vinkenbuurt
- 7740-7742 Coevorden
- 7750-7751 Dalen ; 7753 Dalerpeel ; 7754 Wachtum ; 7755 Dalerveen ; 7756 Stieltjeskanaal
- 7760-7761 Schoonebeek ; 7764 Zandpol ; 7765 Weiteveen ; 7766 Nieuw-Schoonebeek
- 7770-7773 Hardenberg ; 7775 Lutten ; 7776 Slagharen ; 7777 Schuinesloot ; 7778 Loozen ; 7779 Holthone
- 7780-7782 De Krim ; 7783 Gramsbergen ; 7784 Ane ; 7785 Anevelde ; 7786 Den Velde ; 7787 Holtheme ; 7788 Anerveen
- 7791 Radewijk ; 7792 Venebrugge ; 7793 Hoogenweg ; 7794 Rheeze ; 7795 Diffelen ; 7796 Heemserveen ; 7797 Rheezerveen ; 7798 Collendoorn

### 7800-7899
- 7800-7828 Emmen
- 7830-7831 Nieuw-Weerdinge ; 7833 Nieuw-Amsterdam
- 7840-7841 Sleen ; 7842 Diphoorn ; 7843 Erm ; 7844 Veenoord ; 7845 Holsloot ; 7846 Noord-Sleen ; 7847 't Haantje ; 7848 Schoonoord ; 7849 De Kiel
- 7851 Zweeloo ; 7852 Wezup ; 7853 Wezuperbrug ; 7854 Aalden ; 7855 Meppen ; 7856 Benneveld ; 7858-7859 Eeserveen
- 7860-7861 Oosterhesselen ; 7863 Gees ; 7864 Zwinderen
- 7871 Klijndijk ; 7872 Valthe ; 7873 Odoorn ; 7874 Odoornerveen ; 7875 Exloo ; 7876 Valthermond ; 7877 Tweede Valthermond
- 7880-7881 Emmer-Compascuum ; 7884 Barger-Compascuum ; 7885 Nieuw-Dordrecht ; 7887 Erica ; 7889 Klazienaveen-Noord
- 7890-7892 Klazienaveen ; 7894 Zwartemeer ; 7895 Roswinkel

### 7900-7999
- 7900-7909 Hoogeveen
- 7911-7912 Nieuweroord ; 7913 Hollandscheveld ; 7914 Noordscheschut ; 7915 Alteveer ; 7916 Elim ; 7917 Geesbrug ; 7918 Nieuwlande (commune de Hoogeveen)
- 7920-7921 Zuidwolde ; 7924 Veeningen ; 7925 Linde ; 7926 Kerkenveld ; 7927 Alteveer ; 7929 Nieuwlande (commune de Coevorden)
- 7931 Fluitenberg ; 7932 Echten ; 7933 Pesse ; 7934 Stuifzand ; 7935 Eursinge ; 7936 Tiendeveen ; 7938 Nieuw-Balinge
- 7940-7944 Meppel ; 7946 Wanneperveen ; 7948 Nijeveen ; 7949 Rogat
- 7950-7951 Staphorst ; 7954 Rouveen ; 7955 IJhorst ; 7957 De Wijk ; 7958 Koekange
- 7960-7961 Ruinerwold ; 7963 Ruinen ; 7964 Ansen ; 7965 Broekhuizen ; 7966 De Schiphorst
- 7970-7971 Havelte ; 7973 Darp ; 7974 Havelterberg ; 7975 Uffelte
- 7980-7981 Diever ; 7983 Wapse ; 7984 Dieverbrug ; 7985 Geeuwenbrug ; 7986 Wittelte
- 7990-7991 Dwingeloo

## 8000-8999

### 8000-8099
- 8000-8045 Zwolle
- 8050-8052 Hattem ; 8055 Laag Zuthem
- 8060-8061 Hasselt ; 8064 Zwartsluis ; 8066 Belt-Schutsloot
- 8070-8072 Nunspeet ; 8075 Elspeet ; 8076 Vierhouten ; 8077 Hulshorst ; 8079 Noordeinde
- 8080-8081 Elburg ; 8084 't Harde ; 8085 Doornspijk
- 8090-8091 Wezep ; 8094 Hattemerbroek ; 8095 't Loo ; 8096 Oldebroek ; 8097 Oosterwolde

### 8100-8199
- 8100-8103 Raalte ; 8105 Luttenberg ; 8106 Mariënheem ; 8107 Broekland
- 8110-8111 Heeten ; 8112 Nieuw-Heeten
- 8120-8121 Olst ; 8124 Wesepe
- 8130-8131 Wijhe
- 8140-8141 Heino ; 8146 Dalmsholte ; 8147 Giethmen ; 8148 Lemele
- 8150-8154 Lemelerveld
- 8160-8162 Epe ; 8166 Emst ; 8167 Oene
- 8170-8172 Vaassen
- 8180-8181 Heerde
- 8190-8191 Wapenveld ; 8193 Vorchten ; 8194 Veessen ; 8196 Welsum ; 8198 Marle

### 8200-8299
- 8200-8245 Lelystad
- 8250-8254 Dronten ; 8255 Swifterbant ; 8256 Biddinghuizen
- 8260-8267 Kampen
- 8270-8271 IJsselmuiden ; 8274 Wilsum ; 8275 's-Heerenbroek ; 8276 Zalk ; 8277 Grafhorst ; 8278 Kamperveen
- 8280-8281 Genemuiden
- 8291-8294 Mastenbroek

### 8300-8399
- 8300-8305 Emmeloord ; 8307 Ens ; 8308 Nagele ; 8309 Tollebeek
- 8310-8311 Espel ; 8312 Creil ; 8313 Rutten ; 8314 Bant ; 8315 Luttelgeest ; 8316 Marknesse ; 8317 Kraggenburg ; 8319 Schokland
- 8320-8322 Urk ; 8325 Vollenhove ; 8326 Sint Jansklooster
- 8330-8332 Steenwijk ; 8334 Tuk ; 8335 Witte Paarden ; 8336 Baars ; 8337 De Pol ; 8338 Willemsoord ; 8339 Marijenkampen
- 8340-8341 Steenwijkerwold ; 8342 Basse ; 8343 Zuidveen ; 8344 Onna ; 8345 Kallenkote ; 8346 De Bult ; 8347 Eesveen
- 8350-8351 Wapserveen ; 8355 Giethoorn ; 8356 Blokzijl
- 8361 IJsselham ; 8362 Nederland ; 8363 Wetering
- 8371 Scheerwolde ; 8372 Baarlo ; 8373 Blankenham ; 8374 Kuinre ; 8375 Oldemarkt ; 8376 Ossenzijl ; 8377 Kalenberg ; 8378 Paasloo
- 8380-8381 Vledder ; 8382 Frederiksoord ; 8383 Nijensleek ; 8384 Wilhelminaoord ; 8385 Vledderveen ; 8386 Doldersum ; 8387 Boschoord ; 8388 Oosterstreek ; 8389 Zandhuizen
- 8390-8391 Noordwolde ; 8392 Boijl ; 8393 Vinkega ; 8394 De Hoeve ; 8395 Steggerda ; 8396 Peperga ; 8397 De Blesse ; 8398 Blesdijke

### 8400-8499
- 8400-8401 Gorredijk ; 8403 Jonkersland ; 8404 Langezwaag ; 8405 Luxwoude ; 8406 Tijnje ; 8407 Terwispel ; 8408 Lippenhuizen ; 8409 Hemrik
- 8410-8411 Jubbega ; 8412 Hoornsterzwaag ; 8413 Oudehorne ; 8414 Nieuwehorne ; 8415 Bontebok
- 8420-8421 Oldeberkoop ; 8422 Nijeberkoop ; 8423 Makkinga ; 8424 Elsloo ; 8425 Langedijke ; 8426 Appelscha ; 8427 Ravenswoud ; 8428 Fochteloo
- 8430-8431 Oosterwolde ; 8432 Haule ; 8433 Haulerwijk ; 8434 Waskemeer ; 8435 Donkerbroek ; 8437 Zorgvlied ; 8438 Wateren ; 8439 Oude Willem
- 8440-8448 Heerenveen ; 8449 Terband
- 8451 Oudeschoot ; 8452 Nieuweschoot ; 8453 Oranjewoud ; 8454 Mildam ; 8455 Katlijk ; 8456 De Knipe ; 8457 Gersloot ; 8458 Tjalleberd ; 8459 Luinjeberd
- 8461 Rottum ; 8462-8463 Rotsterhaule ; 8464 Sintjohannesga ; 8465 Oudehaske ; 8466 Nijehaske ; 8467 Vegelinsoord ; 8468 Haskerdijken ; 8469 Nieuwebrug
- 8470-8472 Wolvega ; 8474 Oldeholtpade ; 8475 Nijeholtpade ; 8476 Ter Idzard ; 8477 Oldeholtwolde ; 8478 Sonnega ; 8479 Oldetrijne
- 8481 Nijetrijne ; 8482 Spanga ; 8483 Scherpenzeel ; 8484 Langelille ; 8485 Munnekeburen ; 8486 Oldelamer ; 8487 Nijelamer ; 8488 Nijeholtwolde ; 8489 Slijkenburg
- 8490-8491 Akkrum ; 8493 Terhorne ; 8494 Nes ; 8495 Oldeboorn ; 8497 Goëngahuizen

### 8500-8599
- 8500-8503 Joure ; 8505 Snikzwaag ; 8506 Haskerhorne ; 8507 Rohel ; 8508 Delfstrahuizen
- 8511 Goingarijp ; 8512 Broek ; 8513 Ouwsterhaule ; 8514 Ouwster-Nijega ; 8515 Oldeouwer ; 8516 Doniaga ; 8517 Scharsterbrug
- 8520-8521 Sint Nicolaasga ; 8522 Tjerkgaast ; 8523 Idskenhuizen ; 8524 Teroele ; 8525 Langweer ; 8526 Boornzwaag ; 8527 Legemeer ; 8528 Dijken ; 8529 Koufurderrige
- 8530-8532 Lemmer ; 8534 Eesterga ; 8535 Follega ; 8536 Oosterzee ; 8537 Echten ; 8538 Bantega ; 8539 Echtenerbrug
- 8541 Akmarijp ; 8542 Terkaple
- 8550-8551 Woudsend ; 8552 Smallebrugge ; 8553 Indijk ; 8554 Ypecolsga ; 8556 Sloten
- 8560-8561 Balk ; 8563 Wijckel ; 8564 Ruigahuizen ; 8565 Sondel ; 8566 Nijemirdum ; 8567 Oudemirdum
- 8571 Harich ; 8572 Rijs ; 8573 Mirns ; 8574 Bakhuizen
- 8581 Elahuizen ; 8582 Oudega ; 8583 Kolderwolde ; 8584 Hemelum

### 8600-8699
- 8600-8608 Sneek
- 8611 Gaastmeer ; 8612 Idzega ; 8613 Sandfirden ; 8614 Oudega ; 8615 Blauwhuis ; 8616 Westhem ; 8617 Abbega ; 8618 Oosthem
- 8620-8621 Heeg ; 8622 Hommerts ; 8623 Jutrijp ; 8624 Uitwellingerga ; 8625 Oppenhuizen ; 8626 Offingawier ; 8267 Gauw ; 8628 Goënga ; 8629 Scharnegoutum
- 8631 Loënga ; 8632 Tirns ; 8633 IJsbrechtum ; 8635 Bozum ; 8636 Britswerd ; 8637 Wieuwerd
- 8641 Rien ; 8642 Lutkewierum ; 8644 Deersum ; 8647 Sijbrandaburen
- 8650-8651 IJlst ; 8658 Greonterp

### 8800-8899
- 8800-8814, 8850-8859 Franekeradeel

### 8900-8999
- 8900-8941 Leeuwarden

## 9000-9999

### 9100-9199
- 9100-9103 Dokkum ; 9104 Damwâld ; 9105 Rinsumageast ; 9106 Sibrandahûs ; 9107 Jannum ; 9108 Broeksterwâld ; 9109 De Falom

### 9300-9399
- 9300-9302 Roden ; 9304 Lieveren ; 9305 Roderesch ; 9306 Alteveer ; 9307 Steenbergen
- 9311  Nieuw-Roden ; 9312 Nietap ; 9313 Leutingewolde ; 9314 Foxwolde ; 9315 Roderwolde
- 9320-9321 Peize
- 9330-9331 Norg ; 9333 Langelo ; 9334 Peest ; 9335 Zuidvelde ; 9336 Huis ter Heide ; 9337 Westervelde
- 9340-9341 Veenhuizen ; 9342 Een ; 9343 Een West
- 9350-9351 Leek ; 9354 Zevenhuizen ; 9355 Midwolde ; 9356 Tolbert ; 9359 Boerakker (commune de Leek)
- 9361-9362 Boerakker (commune de Marum) ; 9363 Marum ; 9364 Nuis ; 9365 Niebert ; 9366 Jonkersvaart ; 9367 De Wilp

### 9400-9499
- 9400-9408 Assen ; 9409 Loon
- 9410-9413 Beilen ; 9414 Hooghalen ; 9415 Hijken ; 9416 Oranje ; 9417 Spier ; 9418 Wijster ; 9419 Drijber
- 9420-9421 Bovensmilde ; 9422 Smilde ; 9423 Hoogersmilde
- 9430-9431 Westerbork ; 9432 Zuidveld ; 9433 Zwiggelte ; 9434 Eursinge ; 9435 Bruntinge ; 9436 Mantinge ; 9437 Balinge ; 9438 Garminge ; 9439 Witteveen
- 9441 Orvelte ; 9442 Elp ; 9443 Schoonloo ; 9444 Grolloo ; 9445 Vredenheim ; 9446 Amen ; 9447 Papenvoort ; 9448 Marwijksoord ; 9449 Nooitgedacht
- 9450-9451 Rolde ; 9452 Nijlande ; 9453 Eldersloo ; 9454 Ekehaar ; 9455 Geelbroek ; 9456 Eleveld ; 9457 Deurze ; 9458 Balloo ; 9459 Balloërveld
- 9460-9461 Gieten ; 9462 Gasselte ; 9463 Eext ; 9464 Eexterzandvoort ; 9465 Anderen ; 9466 Gasteren ; 9467 Anloo ; 9468 Annen ; 9469 Schipborg
- 9470-9472 Zuidlaren ; 9473 De Groeve ; 9474 Zuidlaarderveen ; 9475 Midlaren ; 9479 Noordlaren
- 9480-9481 Vries ; 9482 Tynaarlo ; 9483 Zeegse ; 9484 Oudemoelen ; 9485 Taarlo ; 9486 Rhee ; 9487 Ter Aard ; 9488 Zeijerveld ; 9489 Zeijerveen
- 9490-9491 Zeijen ; 9492 Ubbena ; 9493 De Punt ; 9494 Yde ; 9495 Winde ; 9496 Bunne ; 9497 Donderen

### 9500-9599
- 9500-9503 Stadskanaal ; 9510-9511 Gieterveen ; 9512 Nieuwediep ; 9514 Gasselternijveen ; 9515 Gasselternijveenschemond
- 9520-9521 Nieuw-Buinen ; 9523 Drouwenermond ; 9524 Buinerveen ; 9525 Drouwenerveen ; 9526 Bronnegerveen ; 9527 Bronneger ; 9528 Buinen
- 9530-9531 Borger ; 9533 Drouwen ; 9534 Westdorp ; 9535 Ellertshaar ; 9536 Ees ; 9537 Eesergroen
- 9540-9541 Vlagtwedde ; 9545 Bourtange
- 9550-9551 Sellingen
- 9560-9561 Ter Apel ; 9563 Ter Apelkanaal ; 9564 Zandberg ; 9566 Veelerveen
- 9570-9571 Tweede Exloërmond ; 9573 Eerste Exloërmond ; 9574 Exloërveen
- 9580-9581 Musselkanaal ; 9584 Mussel ; 9585 Vledderveen
- 9590-9591 Onstwedde

### 9600-9699
- 9600-9603 Hoogezand ; 9605 Kiel-Windeweer ; 9606 Kropswolde ; 9607 Foxhol ; 9608 Westerbroek ; 9609 Waterhuizen
- 9610-9611 Sappemeer ; 9615 Kolham ; 9616 Scharmer ; 9617 Harkstede ; 9618 Woudbloem ; 9619 Froombosch
- 9620-9621 Slochteren ; 9623 Lageland ; 9624 Luddeweer ; 9625 Overschild ; 9626 Schildwolde ; 9627 Hellum ; 9628 Siddeburen ; 9629 Steendam
- 9631-9632 Borgercompagnie ; 9633 Tripscompagnie ; 9635 Noordbroek ; 9636 Zuidbroek
- 9640-9646 Veendam ; 9648 Wildervank ; 9649 Muntendam
- 9650-9651 Meeden ; 9654 Annerveenschekanaal ; 9655 Oud-Annerveen ; 9656 Spijkerboor ; 9657 Nieuw-Annerveen ; 9658 Eexterveen; 9659 Eexterveenschekanaal
- 9661 Alteveer ; 9663 Nieuwe Pekela ; 9665 Oude Pekela
- 9670-9675 Winschoten ; 9677 Heiligerlee ; 9678 Westerlee ; 9679 Scheemda
- 9680-9681 Midwolda ; 9682 Oostwold ; 9684 Finsterwolde ; 9685 Blauwestad ; 9686 Beerta ; 9687 Nieuw-Beerta ; 9688 Drieborg
- 9691 Oudezijl ; 9693 Bad Nieuweschans ; 9695 Bellingwolde ; 9696 Oudeschans ; 9697 Blijham ; 9698 Wedde ; 9699 Vriescheloo

### 9700-9799
- 9700-9747 Groningue
- 9750-9753 Haren ; 9755 Onnen ; 9756 Glimmen
- 9760-9761 Eelde ; 9765 Paterswolde ; 9766 Eelderwolde
- 9770-9771 Sauwerd ; 9773 Wetsinge ; 9774 Adorp
- 9780-9781 Bedum ; 9784 Noordwolde ; 9785 Zuidwolde
- 9790-9791 Ten Boer ; 9792 Ten Post ; 9793 Winneweer ; 9794 Lellens ; 9795 Woltersum ; 9796 Sint-Annen ; 9797 Thesinge ; 9798 Garmerwolde

### 9800-9899
- 9800-9801 Zuidhorn ; 9804 Noordhorn ; 9805 Briltil
- 9811-9812 Enumatil
- 9821 Oldekerk ; 9822 Niekerk ; 9824 Noordwijk ; 9825 Lucaswolde ; 9827 Lettelbert ; 9828 Oostwold
- 9830-9831 Aduard ; 9832 Den Horn ; 9833 Den Ham
- 9840-9842 Niezijl ; 9843 Grijpskerk ; 9844 Pieterzijl ; 9845 Visvliet
- 9850-9851 Burum ; 9852 Warfstermolen ; 9853 Munnekezijl
- 9860-9861 Grootegast ; 9862 Sebaldeburen ; 9863 Doezum ; 9864 Kornhorn ; 9865 Opende ; 9866 Lutjegast
- 9870-9872 Stroobos ; 9873 Gerkesklooster
- 9880-9882 Kommerzijl ; 9883 Oldehove ; 9884 Niehove ; 9885 Lauwerzijl ; 9886 Saaksum
- 9890-9891 Ezinge ; 9892 Feerwerd ; 9893 Garnwerd

### 9900-9999
- 9900-9903 Appingedam ; 9904 Krewerd ; 9905 Holwierde ; 9906 Bierum ; 9907 Losdorp ; 9908 Godlinze ; 9909 Spijk
- 9911 Oosterwijtwerd ; 9912 Leermens ; 9913 Eenum ; 9914 Zeerijp ; 9915 't Zandt ; 9917 Wirdum ; 9918 Garrelsweer ; 9919 Loppersum
- 9920-9921 Stedum ; 9922 Westeremden ; 9923 Garsthuizen ; 9924-9925 Startenhuizen
- 9930-9934 Delfzijl ; 9936 Farmsum ; 9937 Meedhuizen ; 9939 Tjuchem
- 9941-9942 't Waar ; 9943 Nieuw-Scheemda ; 9944 Nieuwolda ; 9945 Wagenborgen ; 9946 Woldendorp ; 9947 Termunten ; 9948 Termunterzijl ; 9949 Borgsweer
- 9950-9951 Winsum ; 9953 Baflo ; 9954 Tinallinge ; 9955 Rasquert ; 9956 Den Andel ; 9957 Saaxumhuizen; 9959 Onderdendam
- 9960-9961 Mensingeweer ; 9962 Schouwerzijl ; 9963 Warfhuizen ; 9964 Wehe-den Hoorn ; 9965 Leens ; 9966 Zuurdijk ; 9967 Eenrum ; 9968 Pieterburen ; 9969 Westernieland
- 9970-9971 Ulrum ; 9972 Niekerk ; 9973 Houwerzijl ; 9974 Zoutkamp ; 9975 Vierhuizen ; 9976 Lauwersoog ; 9977 Kloosterburen ; 9978 Hornhuizen ; 9979 Eemshaven
- 9980-9981 Uithuizen ; 9982 Uithuizermeeden ; 9983 Roodeschool ; 9984 Oudeschip ; 9985 Oosternieland ; 9986 Oldenzijl ; 9987 Zijldijk ; 9988 Usquert ; 9989 Warffum
- 9990-9991 Middelstum ; 9992 Huizinge ; 9993 Westerwijtwerd ; 9994 Toornwerd ; 9995 Kantens ; 9996 Eppenhuizen ; 9997 Zandeweer ; 9998 Rottum ; 9999 Stitswerd